# Condaghe di Santa Maria di Bonarcado
Il Condaghe di Santa Maria di Bonarcado  è  una  delle fonti  di  maggiore  rilevanza  in particolare per la storia del Giudicato di Arborea nei secoli XII e XIII, ma anche per la Storia della Sardegna giudicale.
Il documento ha anche un valore per gli studi glottologici e filologici. Il documento attesta la presenza della lingua dell'area arborense, una lingua dialettologicamente di cerniera, tra il logudorese e il campidanese. 
Il monastero e la Basilica di Santa Maria di Bonarcado sono ubicati in regione di Milis. 
Il monastero camaldolese, affiliato all'abbazia di San Zeno di Pisa, era stato fondato per volere del judike arborense Costantino I. 

## Contenuto e storia del documento
L'atto di fondazione, risalente al 1110, è il primo documento del Condaghe di Santa Maria di Bonarcado. Un altro documento riporta la memoria della consacrazione della clesia nuova di Santa Maria (in riferimento al più antico santuario di Nostra Signora di Bonacattu), avvenuta tra il 1146 e il 1147, durante il regno di Barisone I de Lacon-Serra, alla presenza dell'arcivescovo di Pisa Villano, legato pontificio, di diversi presuli sardi, dello stesso Barisone e degli altri tre giudici sardi.
La copia manoscritta del  Condaghe  di  Santa  Maria  di  Bonarcado è custodita,  dal  1936/7,  presso la Biblioteca universitaria di Cagliari (ms. 277).
Nel XIX secolo una serie di condaghi entrarono a far parte della collezione di manoscritti, documenti, stampe e libri relativi alla Sardegna, dei fratelli Simon di Alghero. Successivamente la collezione viene acquisita dal barone Matteo Maria Guillot,  a titolo ereditario, dai fratelli Simon.
Nel 1900, l'esistenza dei manoscritti viene resa nota, la Biblioteca universitaria di Cagliari ne deliberò quindi l'acquisto che si perfezionò nel 1936.